# Pseudomesochra gemina
Pseudomesochra gemina är en kräftdjursart som beskrevs av Coull 1973. Pseudomesochra gemina ingår i släktet Pseudomesochra och familjen Pseudotachidiidae. Inga underarter finns listade i Catalogue of Life.